# Нористаун (Пенсилванија)
Нористаун (енгл. Norristown) град је у америчкој савезној држави Пенсилванија.

## Демографија
По попису из 2010. године број становника је 34.324, што је 3.042 (9,7%) становника више него 2000. године.
| Група             | 2000.          | 2010.          |
| Белци             | 15.440 (49,4%) | 10.844 (31,6%) |
| Афроамериканци    | 10.887 (34,8%) | 12.310 (35,9%) |
| Азијати           | 926 (3,0%)     | 718 (2,1%)     |
| Хиспаноамериканци | 3.282 (10,5%)  | 9.714 (28,3%)  |
| Укупно            | 31.282         | 34.324         |